# Lakverf

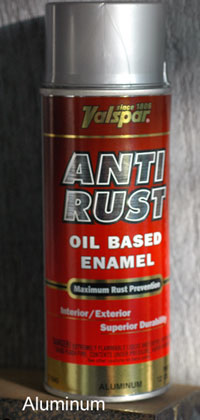
Spuitbus met emailverf op oliebasis

Lakverf, ook wel lak, emailverf of (minder juist) emailleverf genoemd, is een verf die aan de lucht droogt tot een hard, glad en meestal glanzend oppervlak. De verflaag wordt gebruikt voor het beschermen (coaten) van oppervlakken, die onderheven zijn aan de buitenlucht of anderszins harde slijtage of temperatuurschommelingen ondergaan. Het gaat hier om materiaaloppervlakken van metaal, hout, kunststof, keramiek of composiet. Soms is een voorbehandeling van het substraat (ondergrond) nodig om een goede hechting te kunnen garanderen. Luchtdrogende emailverf of lakverf moet niet verward worden met email of glazuur dat op hoge temperatuur wordt gesmolten tot een beschermlaag.

## Verf

### Emailverf en lakverf
Van oudsher wordt de term emailverf of lakverf gebruikt om dekkende verfproducten op terpentine-, olie- of harsbasis te beschrijven, meestal met een aanzienlijke hoeveelheid glans erin. Recentelijk hebben ook veel latex- of watergedragen verven de term overgenomen. Ook bestaan er lakken met een variatie in glanswerking: mat, zijdeglans en hoogglans. De term lakverf staat tegenwoordig voor een "verf met een hard oppervlak als resultaat" en verwijst meestal naar verf van hogere kwaliteit, meubel- en vloerlakken met een hoogglansafwerking of spuitverven. De meeste lakverven zijn gebaseerd op alkydhars. Sommige lakverven zijn gemaakt door vernis toe te voegen aan verf op oliebasis.
Populaire lakbasissen zijn:
- Alkyd
- Acryl
- Vinyl
- Olie
- Terpentine
- Water
- Polyurethaan
- Aceton
- Cellulosenitraat

### Cellulosenitraat
Lakverven kunnen ook verwijzen naar verven op basis van cellulosenitraat (ook bekend als nitrocellulose), een van de eerste moderne commerciële verven van de 20e eeuw. Ze zijn sindsdien vervangen door nieuwe synthetische coatings zoals alkyd, acryl en vinyl, vanwege zorgen over toxiciteit, veiligheid en conservering (neiging tot vergeling met de tijd). Nitrocellulose-verven zijn ook algemeen bekend als moderne verflakken.

### Verpakking
De verven kunnen worden verpakt in een metalen verfblik of als spuitverf, afhankelijk van de gewenste toepassing.

## Emailverf, email en glazuur

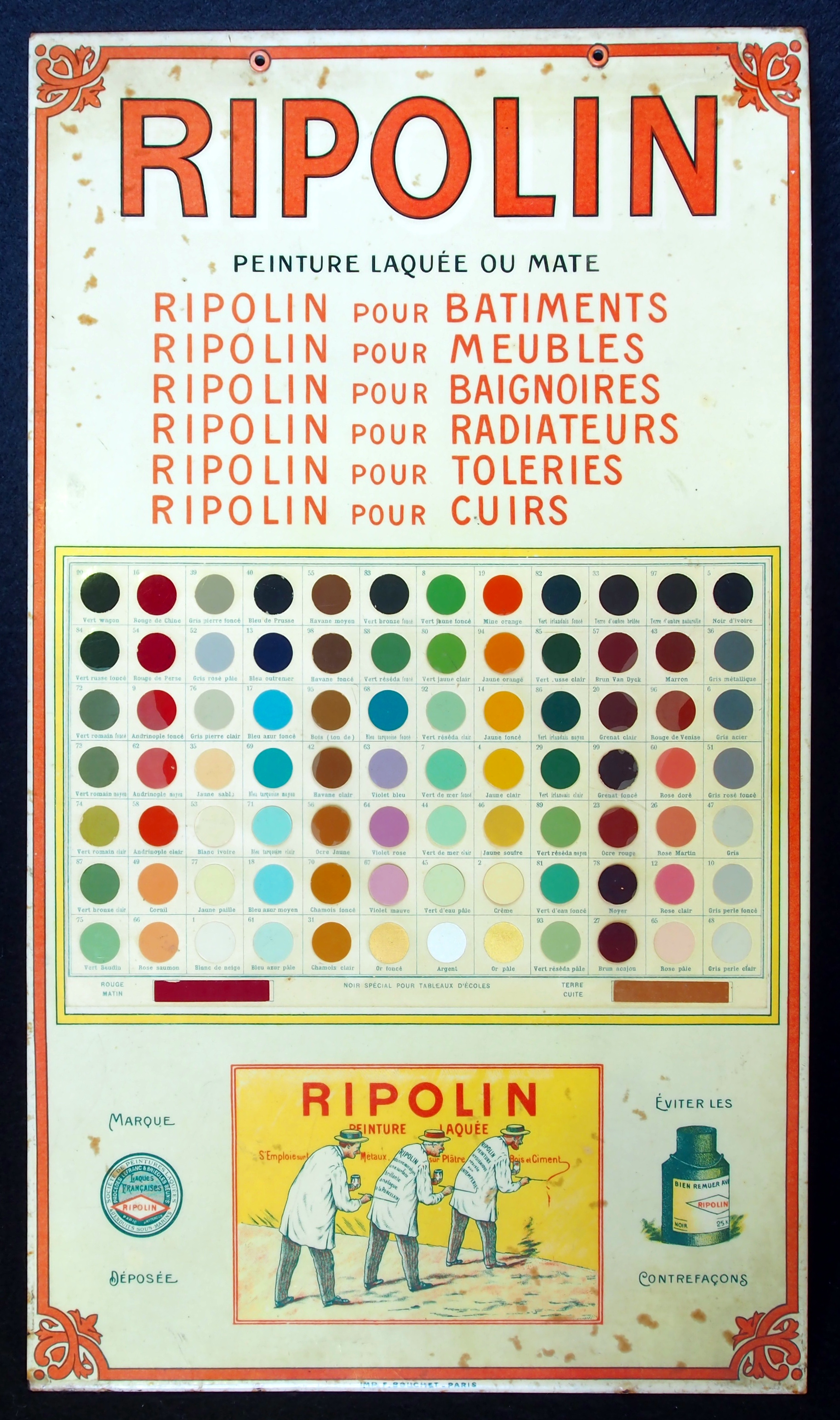
Ripolin stalenkaart

### Glazuur
Emailverf moet niet worden verward met email of glazuur, waarbij een glasachtig materiaal in poeder- of pastavorm wordt aangebracht met een borstel en vervolgens gebakken in een oven waardoor een gesmolten glaslaag (glazuur) ontstaat. Email of glazuur wordt veel toegepast in de kunst of producten van aardewerk (dakpannen, tegels, bloempotten) en dient als beschermlaag, isolatie of als decoratie van objecten.
De naam emailverf doet denken aan een glasachtige verf of glazuur, waardoor het nogal een verkeerde benaming is voor de verf. In werkelijkheid zijn de meeste commerciële emailverven aanzienlijk zachter dan glasachtig email of gestoofde synthetische harsen, en totaal verschillend van samenstelling. Glazuur wordt als poeder of pasta aangebracht en vervolgens op hoge temperatuur gebakken tot een vaste glazuurlaag. Er is geen algemeen geaccepteerde definitie of standaard voor het gebruik van de term "email" of "glazuur", en niet alle verven van het emailtype mogen het gebruiken.

### Kunst
Hoewel "email(le)" of "glazuur" binnen de kunst normaal gesproken verwijzen naar email, gebruikten sommige kunstenaars in de 20e eeuw commerciële emailverven in hun werk, waaronder Pablo Picasso (vermengd met olieverf), Hermann-Paul, Jackson Pollock en Sidney Nolan. The Trial (1947) is een van een aantal werken van Nolan waarin emailverf is verwerkt, meestal Ripolin, een commerciële verf die niet bedoeld is voor kunst, dit was ook het gebruikelijke merk van Picasso. Sommige "glazuurverven" worden nu speciaal voor het gebruik voor kunstenaars geproduceerd.

## Eigenschappen

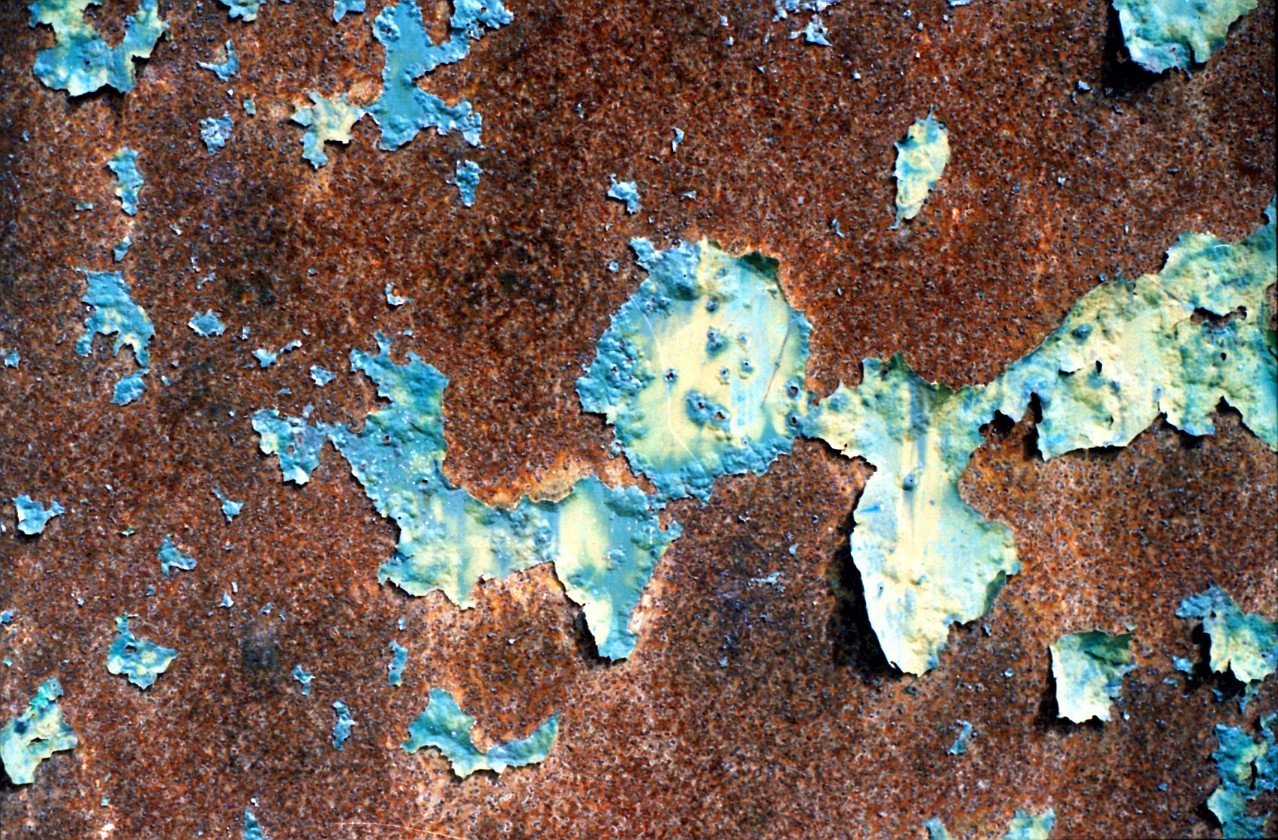
Roestoppervlak met afgebladerd lakverf

De verflakken worden veel gebruikt als isolatie, decoratie of bescherming van een substraat (ondergrond). Meestal is het nodig om het substraatoppervlak eerst voor te behandelen, zodat een goede hechting kan worden gegarandeerd. De lakken hebben veel materiaaleigenschappen die kunnen worden gebruikt voor verschillende toepassingen:
- hardheid, krasvastheid, slijtagewerend
- water- en rotwerend
- anticorrosie
- isolatie
- decoratie en kleur

## Toepassingen
- Vloerlak – Kan worden gebruikt voor de bescherming van bijvoorbeeld betonvloeren, trappen, werkbladen of veranda's.
- Meubellak – Kan worden gebruikt voor de bescherming van meubels.
- Jachtlak, epoxy(lak), resin of polyurethaanlak – Gebruikt in beschermende coatings en industriële verftoepassingen voor anticorrosiedoeleinden van (metalen) oppervlakken.
- Lakwerk – Gebruikt in de kunst en heeft een kenmerkende rode of zwarte laklaag, denk bijvoorbeeld aan Japans lakwerk.
- Autolak – Gebruikt voor de bescherming van de autocarrosserie.
- Sneldrogende lak – Droogt binnen 10-15 minuten na aanbrengen. Ideaal voor koelkasten, toonbanken en andere industriële afwerkingen.
- Hittebestendige lak of radiatorlak – Kan worden gebruikt voor radiatoren, motoren, remschijven, uitlaatpijpen en barbecues.
- Houtlak – Wordt gebruikt op hout om het bestand te maken tegen de omgevingselementen door middel van de water- en rotwerende eigenschappen van lak. Over het algemeen gaan behandelde oppervlakken veel langer mee en zijn ze veel beter bestand tegen slijtage dan onbehandelde oppervlakken.
- Nagellak – Het kleuren van nagels wordt ook wel lakken genoemd. Het bestaat in vele varianten: sneldrogend, kleurbehoud, glansbehoud enz.
- Modelbouw – Xtracolor en Humbrol zijn bekende Britse merken. Colourcoats model paint is een merk van hoge kwaliteit met authentieke accurate militaire kleuren. Testors, een Amerikaans bedrijf, biedt de merken Floquil, Pactra, Model Master en Testors aan.